# Qian yan wan yu
Qian yan wan yu (千言萬語), comercialitzada internacionalment com Ordinary Heroes, és una pel·lícula dramàtica de Hong Kong del 1999 dirigida i produïda per Ann Hui. Basada en prototips de la vida real, la pel·lícula es va centrar en els activistes socials dels anys setanta i vuitanta que van lluitar desafiament contra el govern de la colònia britànica pels drets dels Yau Ma Tei boat people i les seves esposes continental. Majoritàriament esquerrans i simpatitzants comunistes, també es destaca la seva desesperació després de la massacre de la plaça de Tiananmen.
El títol xinès fa referència a una cançó popular de Teresa Teng que va tocar durant la pel·lícula. Ordinary Heroes va ser aclamada per la crítica, guanyant el premi a la millor pel·lícula als 19ns Hong Kong Film Awards i els 36ns Premis de Cinema Golden Horse a Taiwan, entre d'altres.

## Repartiment
- Loletta Lee com Sow Fung-tai (acreditada com Rachel Lee)
  - Lee Kim-yu com a Sow Fung-tai adolescent
- Lee Kang-sheng com a Lee Siu-tung
  - Cheung Nga-kwan com a adolescent Lee Siu-tung
- Anthony Wong com el Pare Kam
- Tse Kwan-ho com a Yau Ming-foon
- Paw Hee-ching com a mare de Lee
- Lawrence Ah Mon com a agent de policia
- Mok Chiu Yu com a intèrpret de carrer
- Ann Hui com a directora (cameo)

## Premis
Va guanyar el prestigiós premi a la millor pel·lícula als 19ns Hong Kong Film Awards, així com cinc Premis de Cinema Golden Horse, inclosa la millor pel·lícula. Va ser escollida per representar Hong Kong a l'Oscar a la millor pel·lícula de parla no anglesa als Premis Oscar de 1999, però no va aconseguir rebre una nominació. També es va presentar al 49è Festival Internacional de Cinema de Berlín.